# Kahemba
Kahemba este un oraș în  provincia Bandundu, Republica Democrată Congo. În 2012 avea o populație de 18 806 de locuitori, iar în 2004 avea 15 635.